# Theo Waigel
Theodor Waigel, conocido como Theo Waigel (Ursberg, 22 de abril de 1939) es un político alemán de la Unión Social Cristiana de Baviera (CSU).

## Biografía
Miembro de la Unión Social Cristiana de Baviera (CSU), fue ministro federal de Finanzas bajo la cancillería de Helmut Kohl, entre 1989 y 1998. Fue presidente de su partido de 1988 a 1999, y es conocido por ser el "padre del euro", la moneda de la que propuso el nombre en 1995 y a cuya introducción contribuyó decisivamente. También logró imponer un programa de austeridad a los alemanes occidentales y superar los enormes déficits públicos derivados de la reunificación alemana, para cumplir con los estrictos parámetros fiscales impuestos por la Unión Europea para la puesta en marcha de la moneda única.  Desde 2009 es presidente honorario de la CSU. Fue miembro del Bundestag de 1972 a 2002. 
Abogado, recibió su doctorado en 1967 y en 1994 se casó con la excampeona de esquí alpino Irene Epple.